# Danilo Venturini
Danilo Venturini (Itarana, 28 november 1922 - Brasília, 12 november 2015) was een Braziliaans militair en politicus. Hij droeg de rang van brigadegeneraal.

## Biografie
Hij was van 15 maart 1979 tot 24 augustus 1982 hoofd van het militaire kabinet van de regering van João Figueiredo. In dezelfde regering diende hij van 24 augustus 1982 tot 15 maart 1985 als buitengewoon minister van Landzaken.
Op 22 september 1981 werd hij onderscheiden met het Grootkruis van de Portugese Militaire Orde van Aviz.

### Diplomatieke inval in Suriname
In april 1983 was hij de hoogste veiligheidsfunctionaris van president João Figueiredo. Figueiredo zond hem naar Suriname, wat wel de diplomatieke inval van Venturini wordt genoemd. In Paramaribo ging hij het gesprek met legerleider Desi Bouterse aan, die hij zonder omwegen duidelijk maakte dat Brazilië geen Cubaanse invloed in zijn buurland accepteerde. Brazilië gaf daar militaire leveranties en handelsvoordelen als tegenbod bij mee. De verhulde dreiging van Venturini was raak en zorgde dat het nieuw-aangetreden kabinet-Alibux alle revolutionaire retoriek verwijderde uit zijn concept-regeringsverklaring. Intern verdeelde de nieuwe richting de partijen die Bouterse steunden, de PALU en de RVP.